# Біг-Пойнт (Міссісіпі)
Біг-Пойнт (англ. Big Point) — переписна місцевість (CDP) в США, в окрузі Джексон штату Міссісіпі. Населення — 618 осіб (2020).

## Географія
Біг-Пойнт розташований за координатами 30°35′26″ пн. ш. 88°29′4″ зх. д. / 30.59056° пн. ш. 88.48444° зх. д. (30.590561, -88.484562).  За даними Бюро перепису населення США в 2010 році переписна місцевість мала площу 7,61 км², уся площа — суходіл.

## Демографія
Згідно з переписом 2010 року, у переписній місцевості мешкало 611 особа в 216 домогосподарствах у складі 178 родин. Густота населення становила 80 осіб/км².  Було 229 помешкань (30/км²).
Расовий склад населення:
| - 97,1 % — білих - 1,3 % — чорних або афроамериканців - 0,8 % — корінних американців |

До двох чи більше рас належало 0,3 %. Частка іспаномовних становила 1,1 % від усіх жителів.
За віковим діапазоном населення розподілялося таким чином: 24,5 % — особи молодші 18 років, 60,6 % — особи у віці 18—64 років, 14,9 % — особи у віці 65 років та старші. Медіана віку мешканця становила 39,1 року. На 100 осіб жіночої статі у переписній місцевості припадало 99,0 чоловіків;  на 100 жінок у віці від 18 років та старших — 94,5 чоловіків також старших 18 років.
Середній дохід на одне домашнє господарство  становив 83 944 долари США (медіана — 71 016), а середній дохід на одну сім'ю — 89 935 доларів (медіана — 71 573). За межею бідності перебувало 26,4 % осіб, у тому числі 40,1 % дітей у віці до 18 років та 0,0 % осіб у віці 65 років та старших.
Цивільне працевлаштоване населення становило 416 осіб. Основні галузі зайнятості: виробництво — 32,2 %, освіта, охорона здоров'я та соціальна допомога — 26,4 %, фінанси, страхування та нерухомість — 19,5 %.